# Rupite
Rupite (bulgariska: Рупите) är ett distrikt i Bulgarien.   Det ligger i kommunen Obsjtina Petritj och regionen Blagoevgrad, i den sydvästra delen av landet, 140 km söder om huvudstaden Sofia.
I omgivningarna runt Rupite växer i huvudsak lövfällande lövskog. Runt Rupite är det ganska glesbefolkat, med 21 invånare per kvadratkilometer.